# Ionolyce brunnenscens
Ionolyce brunnenscens är en fjärilsart som beskrevs av Tite 1963. Ionolyce brunnenscens ingår i släktet Ionolyce och familjen juvelvingar. Inga underarter finns listade i Catalogue of Life.